# 瓦科羅
瓦科羅（法語：Wacoro），是馬里的城鎮，位於該國西部，由庫利科羅區的迪瓦拉省負責管轄，面積200平方公里，海拔高度293米，2009年人口15,472，人口密度每平方公里77.37人。